# Etmopterus litvinovi
Etmopterus litvinovi és una espècie de peix de la família dels dalàtids i de l'ordre dels esqualiforms.

## Reproducció
És ovovivípar.

## Hàbitat
És un peix marí d'aigües profundes que viu fins als 1.050 m de fondària.

## Distribució geogràfica
Es troba al sud-est del Pacífic.